# Michel Masson
Auguste-Michel Gaudichot-Masson, meglio noto come Michel Masson (Parigi, 31 luglio 1800 – Parigi, 23 aprile 1883), è stato uno scrittore, librettista e drammaturgo francese.

## Biografia
Figlio di un operaio, all'età di 10 anni divenne attore teatriale e interpretò ruoli infantili in diverse commedie. In seguito, dopo rapidi progressi nella sua educazione letteraria, iniziò a scrivere su Le Figaro dove è rimasto fino al 1831. Collaborò anche con la rivista Mercure de France.
Autore di testi per il teatro, libretti d'opera e varie altre opere (romanzi, racconti, resoconti storici), scrisse in collaborazione con molti colleghi quali Lockroy, Auguste Anicet-Bourgeois, Armand d'Artois, Achille d'Artois, Mélesville, Gabriel de Lurieu, Xavier B. Saintine. Due suoi libretti furono musicati da Adolphe Charles Adam.
Morì il 23 aprile 1883 e fu inumato nel cimitero di Montmartre..

## Opere

### Teatro
- 1829: Les Cuisiniers diplomates, vaudeville in un atto, con Edmond Rochefort, Mathieu Barthélemy Thouin, ed. Schlesinger, Berlino 1829
- 1829: Le Tir au pistolet, vaudeville in 1 atto e 2 quadri, con Adolphe de Leuven e Charles de Livry;
- 1829: Le Garde de nuit ou Le bal masqué, commedia-vaudeville in 3 atti, con Mélesville
- 1829: Frétillon ou la Bonne Fille, vaudeville in 1 atto, preceduto da La Première représentation, commedia storica in 3 parti, con Dumanoir e Julien de Mallian;
- 1829: Le Procès du baiser, commedia-vaudeville in 2 atti
- 1830: À-propos patriotique , con Ferdinand de Villeneuve;[4]
- 1830: Le Collège de *** ou Souvenirs de la Suisse en 1794, commedia-vaudeville, con Adolphe de Leuven e Villeneuve;
- 1830: Le Moulin de Jemmapes, vaudeville storico in 1 atto, con de Leuven e Villeneuve;
- 1830: La Czarine, épisode de l'histoire de Russie, in un atto con Achille d'Artois[5]
- 1831: Les Pilules dramatiques ou le Choléra-morbus, in 1 atto
- 1831: L'Entrevue, ou les Deux impératrices, commedia-vaudeville in 1 atto, con Villeneuve e Saintine;
- 1831: La Jardinière de l'Orangerie, commedia-vaudeville in 1 atto, con Villeneuve;
- 1831: La Vieillesse de Stanislas, dramma-vaudeville in 1 atto, con Saint-Hilaire e Villeneuve;
- 1832: Atar-Gull, melodramma in 3 atti e 6 quadri, dal romanzo di Eugène Sue; con Auguste Anicet-Bourgeois
- 1832: La Ferme de Bondi, ou Les deux Réfractaires: episodio de L'Empire in 4 atti, con Gabriel de Lurieu e Ferdinand de Villeneuve
- 1832: Le Bateau de Blanchisseuses, tableau-vaudeville in 1 atto, con Devilleneuve ["sic"], e Charles de Livry.
- 1832: Sara, ou l'Invasion, racconto tedesco in 2 atti e in vaudeville, con de Leuven e Villeneuve;
- 1832: Mon oncle Thomas, pièce in 5 atti e 6 quadri, con Charles de Livry;
- 1833: Les Deux Frères, commedia di August von Kotzebue, tradotta da Joseph Patrat, ridotta in 2 atti e in vaudeville, con Villeneuve;
- 1834: La Paysanne Demoiselle, vaudeville in 4 atti, con Xavier B. Saintine
- 1834: L'Aiguillette Bleue, vaudeville storico in 3 atti. con Ernest Jaime e Achille d'Artois
- 1834: Le Triolet Bleu: commedia-vaudeville in 5 atti, con de Villeneuve e de Lurieu;
- 1834: Le Mari de la Favorite, commedia in 5 atti, con Saintine
- 1835: On ne passe pas! ou, Le poste d'honneur, vaudeville in un atto, con Villeneuve;
- 1835: La Lampe de Fer
- 1836: Le Diable amoureux, commedia-vaudeville in un atto
- 1836: Picciola, con Saintine
- 1836: Madame Favart: vaudeville in 3 atti con Saintine
- 1838: Les Deux Pigeons, commedia-vaudeville, in 4 atti, da Jean de La Fontaine, con Saintine
- 1838: La Levée des 300,000 Hommes: vaudeville in 1 atto, con Saintine
- 1839: Rendez donc service, commedia proverbe in 1 atto, con de Villeneuve;
- 1840: Cocorico, ou La poule de ma tante, vaudeville in 5 atti, con Villeneuve e Déaddé Saint-Yves
- 1841: Deux sœurs ou une nuit de la mi-carème, dramma vaudeville in 3 atti, con Charles Mourier
- 1842: Les chanteurs ambulants, commedia-vaudeville in 3 atti, e L. Bourdereau
- 1843: Un Secret de famille, dramma-vaudeville in 3 atti, 1843
- 1845: Le Télégraphe d'amour, commedia-vaudeville in 3 atti, con F.Thomas
- 1845: Jean Baptiste, ou Un cœur d'or, dramma in 5 atti, con Villeneuve, e F. Thomas
- 1846: Jean-Baptiste, ou Un cœur d'or, dramma in 5 atti, con Villeneuve e Frédéric Thomas;
- 1846: La Fée au bord de l'eau, commedia-vaudeville in 3 atti con F. Thomas
- 1847: La croisée de Berthe: commedia-vaudeville in un atto, con Jules-Édouard Alboize de Pujol
- 1847: Didier l'honnête homme, commedia-vaudeville in 2 atti, con Eugène Scribe
- 1848: Christophe le cordier, commedia-vaudeville in 2 atti, con Saintine
- 1848: Marceau, ou Les enfants de la République: dramma in 5 atti e 10 quadri, con Anicet Bourgeois
- 1849: Piquillo alliaga ou Trois châteaux en Espagne, dramma in 5 atti e 11 quadri. dal romanzo di Eugène Scribe, da M. Bourgeois e Michel Masson
- 1849: Les Orphelins au Pont Notre-Dame, con Anicet Bourgeois
- 1849: Les Quatre fils Aymon, leggenda fantastica in 5 atti, con Bourgeois, 1849
- 1850: Héloïse et Abailard ou A quelque chose, malheur est bon, Vaudeville in 2 atti, con Scribe
- 1850: Une idée fixe ou Les amours du grand monde: commedia vaudeville in 2 atti, con Auguste Lefranc
- 1850: Marianne, dramma in 7 atti, di cui un prologo in 2 parti, con Bourgeois
- 1851:Marthe et Marie: dramma in 6 atti, di cui un prologo, con A. Bourgeois
- 1851: Une Femme qui se grise: vaudeville in un atto. con Anicet-Bourgeois
- 1851: Le Muet de St Féréol, dramma in 6 atti e à spectacle, con Bourgeois;[6]
- 1852: La Dame de la halle: dramma in 7 atti, di cui 1 prologo, con Anicet Bourgeois
- 1853: La Tonelli, opéra-comique in 2 atti, con Ambroise Thomas
- 1853: Marie-Rose, dramma in 5 atti, con Anicet-Bourgeois
- 1853: Georges et Marie, dramma in 5 atti.
- 1853: Sous un bec de gaz: scene di vita notturna, con Anicet Bourgeois
- 1855: Bonaparte à l'École de Brienne: pièce in 3 atti e in 4 quadri con de Lurieu e de Villeneuve;
- 1855: Aimer et mourir, pièce in 3 atti
- 1856: L'Oiseau de paradis,
- 1862: Une couronne d'épines,
- 1870: Les Gardiennes
- 1873: Les Historiettes du père Broussailles
- 1873: Les Fils aînés de la République, dramma in 5 atti e 9 quadri, con Raoul de Navery,

### Libretti
- 1831: Le Grand Prix ou Le Voyage à frais Communs, opéra-comique in 3 atti, con musica di Adolphe Adam
- 1835: Micheline, ou l'Heure de l'Esprit: opéra-comique in un atto, con Amable de Saint-Hilaire e Devilleneuve; musica di Adolphe Adam
- 1849: La Saint-Sylvestre, opéra-comique in 3 atti, con Mélesville, musica di M. F. Basin
- 1852: La Mendiante, dramma in 5 atti, con Bourgeois, musica di M. Mangeant

### Altri scritti
- 1829: Le Maçon. mœurs populaires, con Raymond Brucker, 4 vol.;
- 1832: Daniel, le Lapidaire, ou les Contes de l'Atelier
- 1833: Thadéus le Ressuscité (2 vol. in 8° storia originale e oscura, in collaborazione con Auguste Luchet
- 1833: Quatre époques de la Vie de S.A.R. Madame, duchesse de Berry, suivies des Protestations et adresses de toutes les villes de France en faveur de Son Altesse Royale,
- 1834: Deux Histoires à propos d'un Livre
- Un Cœur De Jeune Fille. Confidence publiée par Michel Masson.
- 1836: Vierge et Martyre, (2 vol. in 8°)
- 1838: Ne touchez pas a la reine., pubblicato a Bruxelles, Meline, 1838
- 1838: Albertine, ed. Werdet, Parigi, (2 vol. in 16°)
- 1838: Souvenirs d'un enfant du peuple
- 1840-41: Les Trois Marie, con Jean-Baptiste-Pierre Lafitte. Ed. Dumont, Parigi,
- Les Contes de l'Atelier, prima stampa di Daniel le Lapidaire, 1831-32, Raccolta di racconti: l'Inévitable, l'Enseigne, Le Grain de Sable, Une Mère,
- 1841: Basile, ed. Dumont, Parigi, (2 vol. in 8°)
- 1842: Les Enfants célèbres, ou Histoire des enfants de tous les siècles et de tous les pays, qui se sont immortalisés par le malheur, la piété, le courage, le génie, le savoir, et les talents
- 1842: Un Amour Perdu, (2 vol. in 8°). Ed. H. Souverain, Parigi,
- 1842: L'honneur du Marchand, ed. Comptoir des imprimeurs-unis, Parigi, (2 vol. in 8°)
- 1844: Souvenirs d'un enfant du peuple, ed. Dolin Librairie Commissionaire, Parigi, (1 vol. in 8°)
- 1845: La Jeune régente, con Frédéric Thomas, 3 vol. in 8°, ed. A. Recoules, Parigi,
- 1846: Le Capitaine des trois couronnes, ed. G. Roux et Cassanet, Parigi, 4 vol. in 8°
- 1847: Les incendiaires, ed. Passard, Roux et Cassanet, Parigi, (4 vol. in 8°)
- 1862: La Gerbée, racconti, ed. E. Dentu, Parigi,
- 1864: La Voix du sang, La Maitrise, La proie d'une ombre, Anna l'hébétée, La Complainte. seconda serie di Contes de l'atelier. ed. L. Hachette
- 1865: La Femme du réfractaire, (già edita nel 1832, in Daniel le Lapidaire ou Les Contes de l'Atelier
- 1866: Les Drames de la conscience, ed. L. Hachette, Parigi
- 1868: Les Lectures en famille
- 1874: Le Dévouement, ed. Librairie Hachette,